# Kristýna Kolocová
Kristýna Hoidarová Kolocová, přezdívaná Kiki, (* 1. dubna 1988 Nymburk) je česká volejbalistka, česká reprezentantka v plážovém volejbalu, vicemistryně Evropy, mistryně Evropy do 23 let, čtyřnásobná česká mistryně.
Šestkový volejbal hrála za tým PVK Olymp Praha. Od roku 2005 se věnuje plážovému volejbalu, od roku 2008 profesionálně. Až do roku 2015 tvořila tým s Markétou Slukovou, se kterou reprezentovaly Česko na Letních olympijských hrách 2012 v Londýně, kde skončily na 5. místě. Také spolu dvakrát zvítězily na mistrovství ČR (v letech 2011 a 2014). Dvojice se v roce 2015 ke konci sezony rozešla. Novou spoluhráčkou Kolocové se stala Hana Skalníková a společně zvítězily na mistrovství České republiky v roce 2015. Od roku 2016 vytvořila pár s Michalou Kvapilovou. Spolu se v roce 2017 staly vicemistryněmi Evropy a mistryněmi ČR. V polovině srpna 2018 na tiskové konferenci oznámila konec svojí kariéry. A to i přesto, že zvažovala účast na Olympijských hrách v Tokiu v roce 2020.
Kolocová vystudovala sportovní management na Fakultě tělesné výchovy a sportu Univerzity Karlovy, kde získala titul bakalář. Je vdaná, jejím manželem je manažer Martin Hoidar. V roce 2019 se jim narodil syn Viktor.